# Силамяе
Силамяе (на естонски: Sillamäe) е град в Ида-Виру, Естония. Основен промишлен център в областта. Към 2013 г. има население от 14 252 души.

## География
Силамяе е разположен в североизточната част на Естония, на брега на Финския залив, където река Ситке се влива в морето. Намира се близо до границата с Русия. Разстоянието до Талин е 186 km, а до Санкт-Петербург е 170 km.

## История
Първото споменаване на Силамяе е през 1502 г., когато териториите са били още под влиянието на Ливонския орден. Германизираната версия на името е била Силамяги. През 1700 г. тук вече е построен мост и мелница. По това време границите на селището са включвали и имотите Вайвара. Едва през 1849 г. Силамяе се обособява като отделно селище. През 19 век Силамяе е ваканционно селище, като тук през години са летували личности като Пьотър Чайковски, Иван Павлов, Константин Балмонт, Паул Еренфест и други. В началото на 20 век селището започва бързо да се индустриализира. През 1928 г. Шведска компания построява в района завод за преработка на битуминозни шисти, които вече са се добивали тук, електроцентрала и пристанище. Населението на Силамяе стига 2600 души до 1940 г. По времето на Втората световна война Германия построява няколко концлагера тук, като затворниците са работели в мините. Докато Германия си изтегля войските от района през 1944 г., заводът за преработка на шисти и електроцентралата биват разрушени. През 1946 г. е взето решение за построяването на голям металургически завод за преработка на шистовите руди, с цел да се получават ураниеви окиси. През следващите години тук работят много военни затворници. Мините затварят през 1952 г. Ураниеви руди биват внасяни за преработка в завода от Чехословакия, Източна Германия, Унгария, Полша и Румъния. През 1957 г. Силамяе получава статут на град. През 1970 г. заводът започва да произвежда тантал и ниобий с руди внесени от Колския полуостров. През 1982 г. заводът вече произвежда обогатен уран, годен за използване в ядрени реактори. Отпадъците от ураниевото производство биват изхвърляни директно в близкото езеро. Поради този факт до 1990 г. езерото вече съставлява сериозна екологична заплаха, защото отпадъчните води се прецеждат в Балтийско море. Скоро започват работи по разчистването на отпадъчното място. Силамяе има статут на затворен град от 1947 до 1991 г. заради ураниевото си производство.

## Икономика
Икономиката на града се крепи на завода за преработка на редки метали – американския „Molycorp Silmet AS“. Към момента той е един от основните световни производители на ниобий и тантал. Други редки елементи, които се произвеждат тук са лантан, церий, празеодим, неодим и други. Все още съществуват и почивни станции.

## Население
В хода на историята в града се преселват много семейства от Русия, Украйна и други съветски републики. Към 2013 г. градът има население от 14 252 души, като пикът на населението е през 1989 г. – 20 280 души. Етническият състав е представен от около 86% руснаци, 4% естонци, 3% украинци, 3% беларуси, 1% финландци и 3% други.